# John Pont
John Pont (* 13. November 1927 in Canton, Ohio; † 1. Juli 2008 in Oxford, Ohio) war ein US-amerikanischer College Football Trainer, der im Laufe seiner Karriere bei der Miami University, Yale University, Indiana University und der Northwestern University tätig war.
Pont war in seiner Schulzeit selbst ein Halfback im Team der Miami University. Nach Ableisten seines Militärdienstes spielte er Profi-Football in Kanada. Von 1956 bis 1962 war er Trainer in Miami, danach wechselte er für eine Saison zu Yale. Pont war von 1965 bis 1972 Trainer bei der Indiana University, und 1967 gelang dem Team der bislang einzige Einzug zum Rose Bowl, das Team unterlag jedoch Southern California. In diesem Jahr wurde er von der National Collegiate Athletic Association als Trainer des Jahres ausgezeichnet. Er war zudem Mitglied der Cradle of Coaches der Miami University sowie der Halls of Fame der Universitäten von Miami und Indiana sowie der Mid-American Conference. Bis 1977 war er Trainer der Northwestern University.
Er arbeitete nach dem Ende seiner College-Football-Karriere als Trainer und Berater in Japan am Aufbau einer semi-professionellen American Football Liga.